# Prosymna
Prosymna is een geslacht van slangen uit de familie Prosymnidae. Het is het enige geslacht uit deze monotypische familie.

## Naam en indeling
Er zijn zestien soorten, de wetenschappelijke naam van de groep werd voor het eerst voorgesteld door John Edward Gray in 1849.

## Uiterlijke kenmerken
De slangen blijven vrij klein en bereiken een totale lichaamslengte van ongeveer 20 tot 36 centimeter. Het lichaam is cilindrisch en de kop is moeilijk van het lijf te onderscheiden door het ontbreken van een duidelijke insnoering. De schubben zijn glad en glanzend, op het midden van het lichaam zijn 15 tot 17 rijen schubben in de lengte aanwezig. De ogen zijn niet opvallend groot en hebben een ronde pupil. De snuitpunt is verlengd en heeft een schoffelachtige vorm, in de Engelse taal worden de slangen aangeduid met 'shovel-snouts' (schoffelsnuiten). De meeste soorten hebben een lichtbruine tot donkerbruine lichaamskleur met een lichtere onderzijde zonder opvallende tekeningen. Prosymna janii heeft echter een lichte basiskleur met afstekende zwarte vlekken.

## Levenswijze
De meeste soorten graven holen of leven in termietennesten, de soort Prosymna visseri echter leeft in rotsspleten. Op het menu staan voornamelijk de eieren van verschillende reptielen, zoals slangen en hagedissen, maar ook kleine gekko's en skinken worden buitgemaakt. De slangen zijn niet giftig en ongevaarlijk voor de mens. Als ze worden bedreigd rollen ze zich op en soms wordt het lichaam opgericht om indruk te maken. De vrouwtjes zijn eierleggend en zetten de eieren af in kleine legsels van twee tot vijf eieren.

## Verspreiding en habitat
De soorten komen voor in delen van Afrika en leven in de landen Zuid-Afrika, Swaziland, Mozambique, Angola, Congo-Kinshasa, Congo-Brazzaville, Soedan, Oeganda, Centraal-Afrikaanse Republiek, Tanzania, Somalië, Malawi, Rwanda, Burundi, Kenia, Kameroen, Zambia, Senegal, Gambia, Mali, Guinea, Burkina Faso, Togo, Nigeria, Niger, Tsjaad, Benin, Zimbabwe, Botswana, Namibië, Sierra Leone, Liberia, Ethiopië, Zululand en Lesotho. De habitat bestaat uit droge savannen, scrublands en bossen.

## Beschermingsstatus
Door de internationale natuurbeschermingsorganisatie IUCN is aan dertien soorten een beschermingsstatus toegewezen. Twaalf van de slangen worden beschouwd als 'veilig' (Least Concern of LC) maar de soort Prosymna ornatissima staat te boek als 'ernstig bedreigd' (Critically Endangered of CR).

## Soorten
Het geslacht omvat de volgende soorten, met de auteur en het verspreidingsgebied.
| Naam                  | Auteur                    | Verspreidingsgebied |
| --------------------- | ------------------------- | --- |
| Prosymna ambigua      | Bocage, 1873              | Zuid-Afrika, Swaziland, Mozambique, Angola, Congo-Kinshasa, Congo-Brazzaville, Soedan, Oeganda, Centraal-Afrikaanse Republiek, Tanzania, Somalië, Malawi, Rwanda, Burundi, Kenia, Kameroen, Zambia |
| Prosymna angolensis   | Boulenger, 1915           | Namibië, Angola, Zambia, Botswana, Zimbabwe |
| Prosymna bivittata    | Werner, 1903              | Zuid-Afrika, Zimbabwe, Botswana, Namibië |
| Prosymna frontalis    | Peters, 1867              | Zuid-Afrika, Namibië, Angola |
| Prosymna greigerti    | Mocquard, 1906            | Senegal, Gambia, Mali, Guinea, Burkina Faso, Togo, Nigeria, Centraal-Afrikaanse Republiek, Ghana, Niger, Kameroen, Tsjaad, Congo-Kinshasa, Soedan, Ethiopië, Benin, mogelijk in Oeganda            |
| Prosymna janii        | Bianconi, 1862            | Mozambique, Zuid-Afrika |
| Prosymna lineata      | Peters, 1871              | Zimbabwe, Zuid-Afrika, Mozambique, Botswana |
| Prosymna meleagris    | Reinhardt, 1843           | Senegal, Guinea, Ivoorkust, Ghana, Togo, Benin, Nigeria, Kameroen, Sierra Leone, Liberia, Gambia                                                                                                   |
| Prosymna ornatissima  | Barbour & Loveridge, 1928 | Tanzania |
| Prosymna pitmani      | Battersby, 1951           | Tanzania, Malawi |
| Prosymna ruspolii     | Boulenger, 1896           | Ethiopië, Somalië, Kenia, Tanzania |
| Prosymna semifasciata | Broadley, 1995            | Tanzania |
| Prosymna somalica     | Parker, 1930              | Somalië, Ethiopië |
| Prosymna stuhlmanni   | Pfeffer, 1893             | Somalië, Kenia, Tanzania, Mozambique, Malawi, Zuid-Afrika, Zululand, Zambia, Zimbabwe |
| Prosymna sundevalli   | Smith, 1849               | Botswana, Zimbabwe, Zuid-Afrika, Namibië, Lesotho, Mozambique |
| Prosymna visseri      | Fitzsimons, 1959          | Angola, Namibië |